# Cephalotes incertus
Cephalotes incertus är en myrart som först beskrevs av Carlo Emery 1906.  Cephalotes incertus ingår i släktet Cephalotes och familjen myror. Inga underarter finns listade.

## Bildgalleri

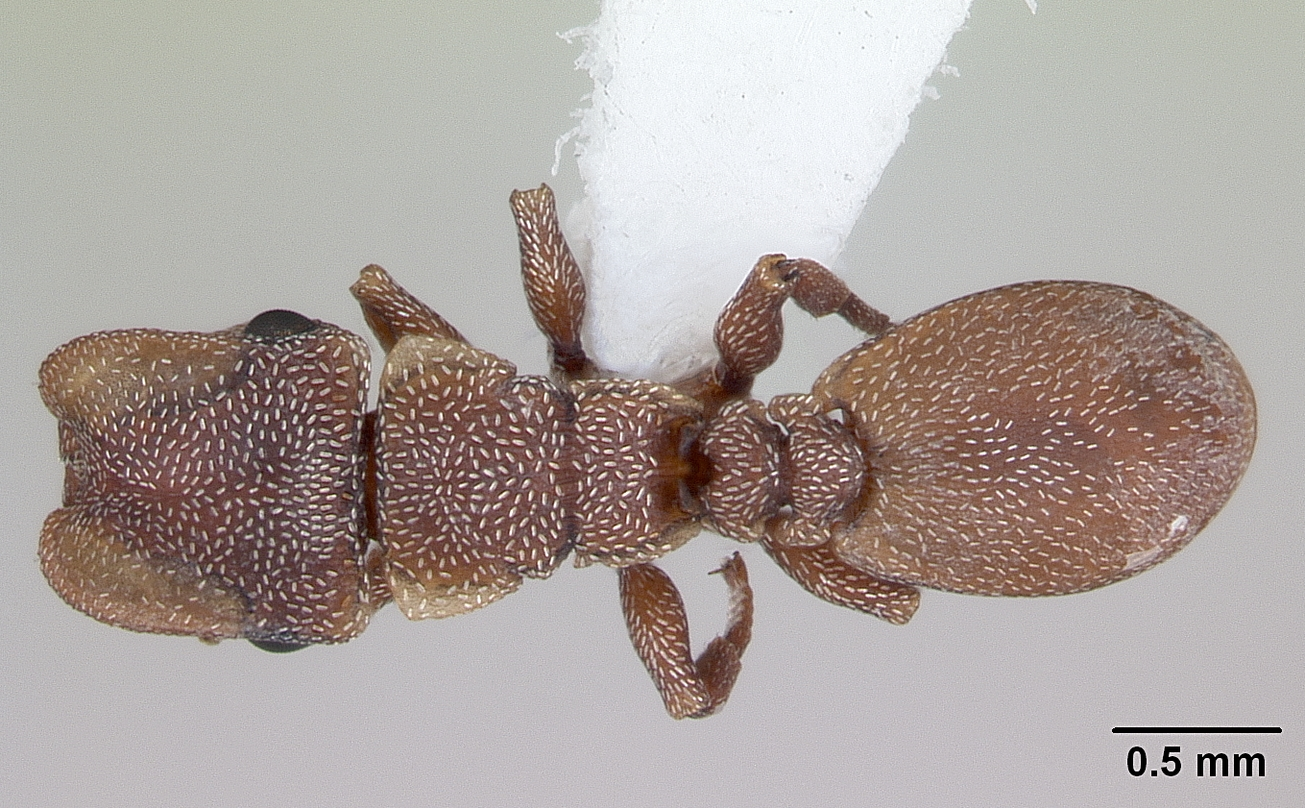
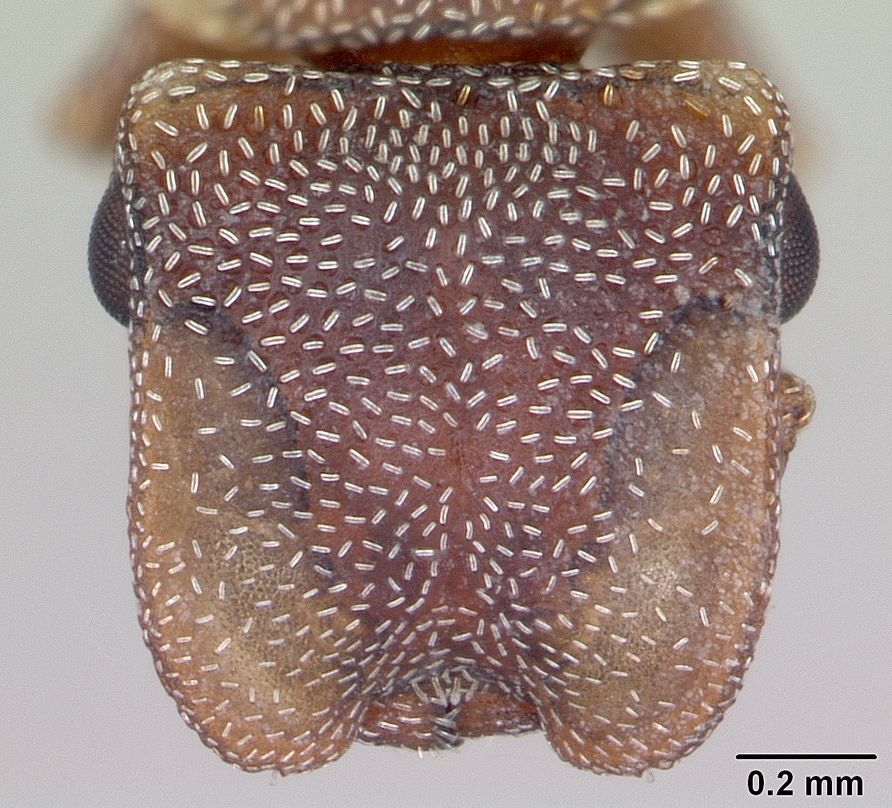
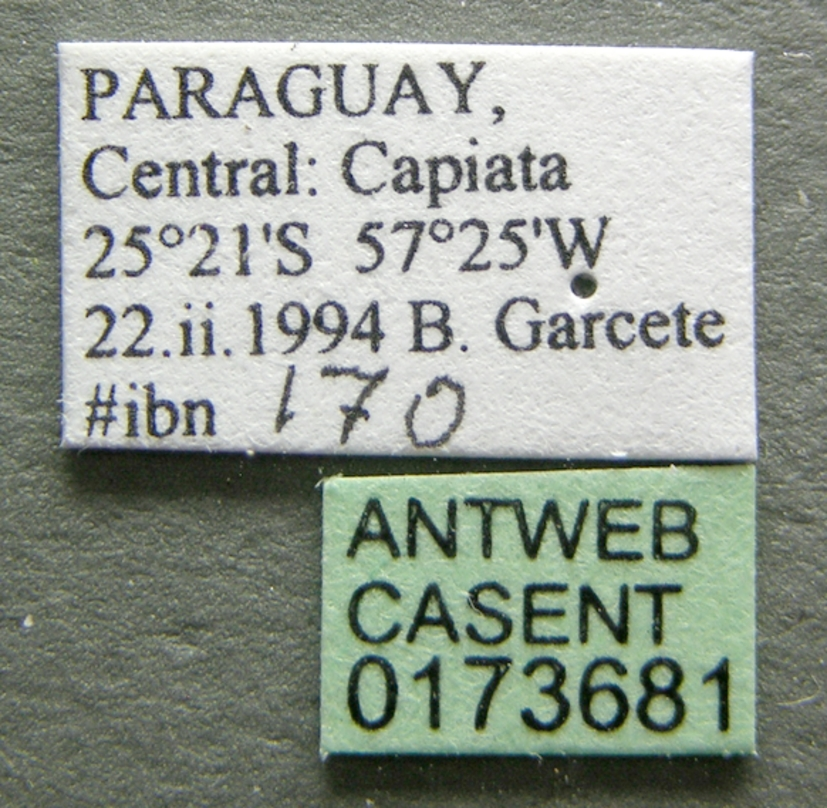
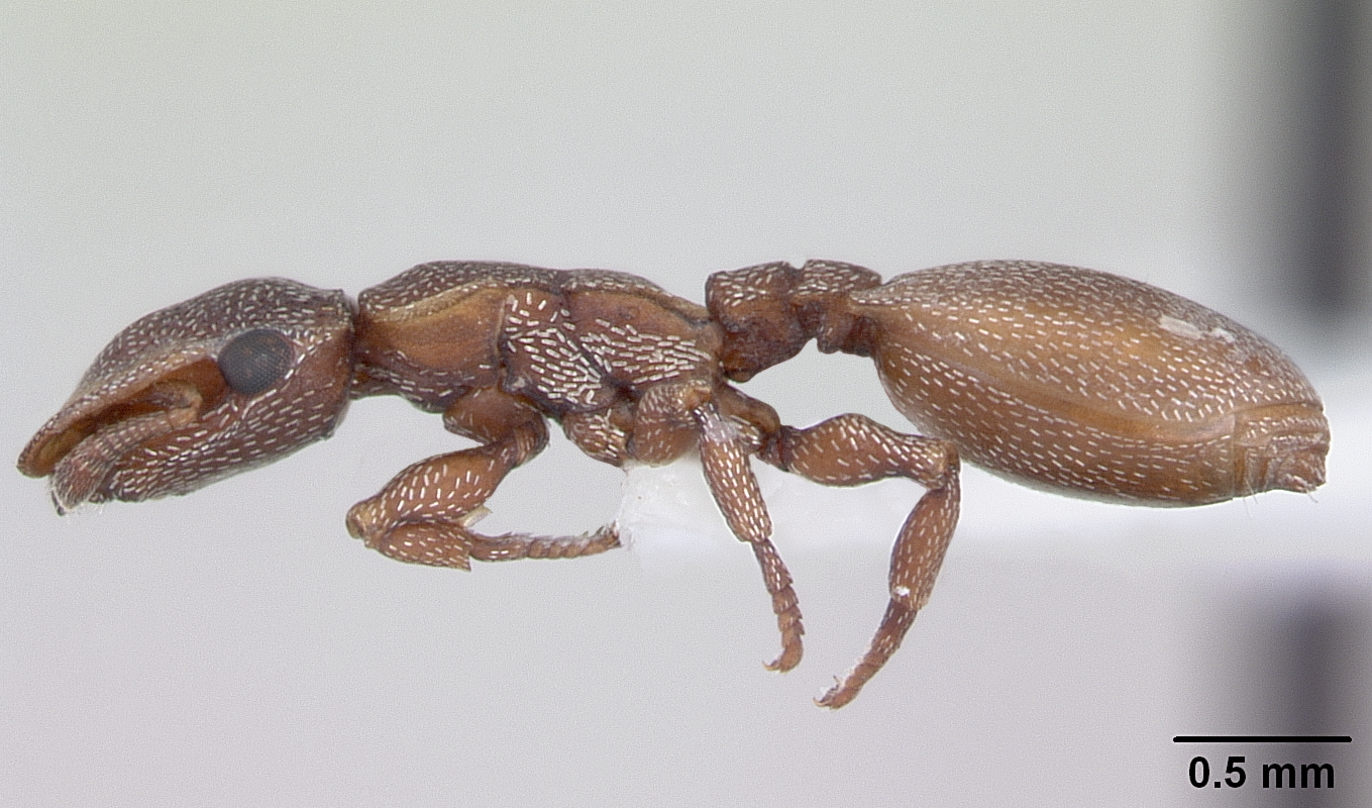